# Trésor viking de Leominster
Ne doit pas être confondu avec Trésor romain de Leominster.
Le trésor viking de Leominster (en anglais : Leominster Viking hoard) est une collection de pièces de monnaie et de bijoux anglo-saxons datés du IXe siècle découverte près de Leominster, dans le Herefordshire, en Angleterre.
Sans doute enterré par un Viking de la Grande Armée, le trésor est redécouvert en 2015 par deux détectoristes (utilisateurs de détecteurs de métaux), George Powell et Layton Davies. Au lieu de le déclarer aux autorités, comme les y oblige le Treasure Act, ils tentent de le vendre. En 2019, les deux hommes sont condamnés à respectivement 10 ans et 8 ans et demi de prison.

## Contenu du trésor
Le trésor découvert aurait contenu à l'origine une bague en or datant du neuvième siècle, un bracelet à tête de dragon, un lingot d'argent, un pendentif en cristal de roche datant du cinquième siècle ainsi que plus de 300 pièces datant du règne d’Alfred le Grand.
Sur ces 300 pièces, seules 31 (ainsi que quelques bijoux) ont été retrouvées par la justice, pour une valeur globale de 3 millions de livres.